# Mașcea, Kostopil
Mașcea (în ucraineană Маща) este localitatea de reședință a comunei Mașcea din raionul Kostopil, regiunea Rivne, Ucraina.

## Demografie
Componența lingvistică a localității Mașcea
     Ucraineană (99,36%)
     Alte limbi (0,64%)
Conform recensământului din 2001, majoritatea populației localității Mașcea era vorbitoare de ucraineană (99,36%), existând în minoritate și vorbitori de alte limbi.